# Canna pedunculata
Canna pedunculata là một loài thực vật có hoa trong họ Cannaceae. Loài này được Sims mô tả khoa học đầu tiên năm 1822.

## Hình ảnh

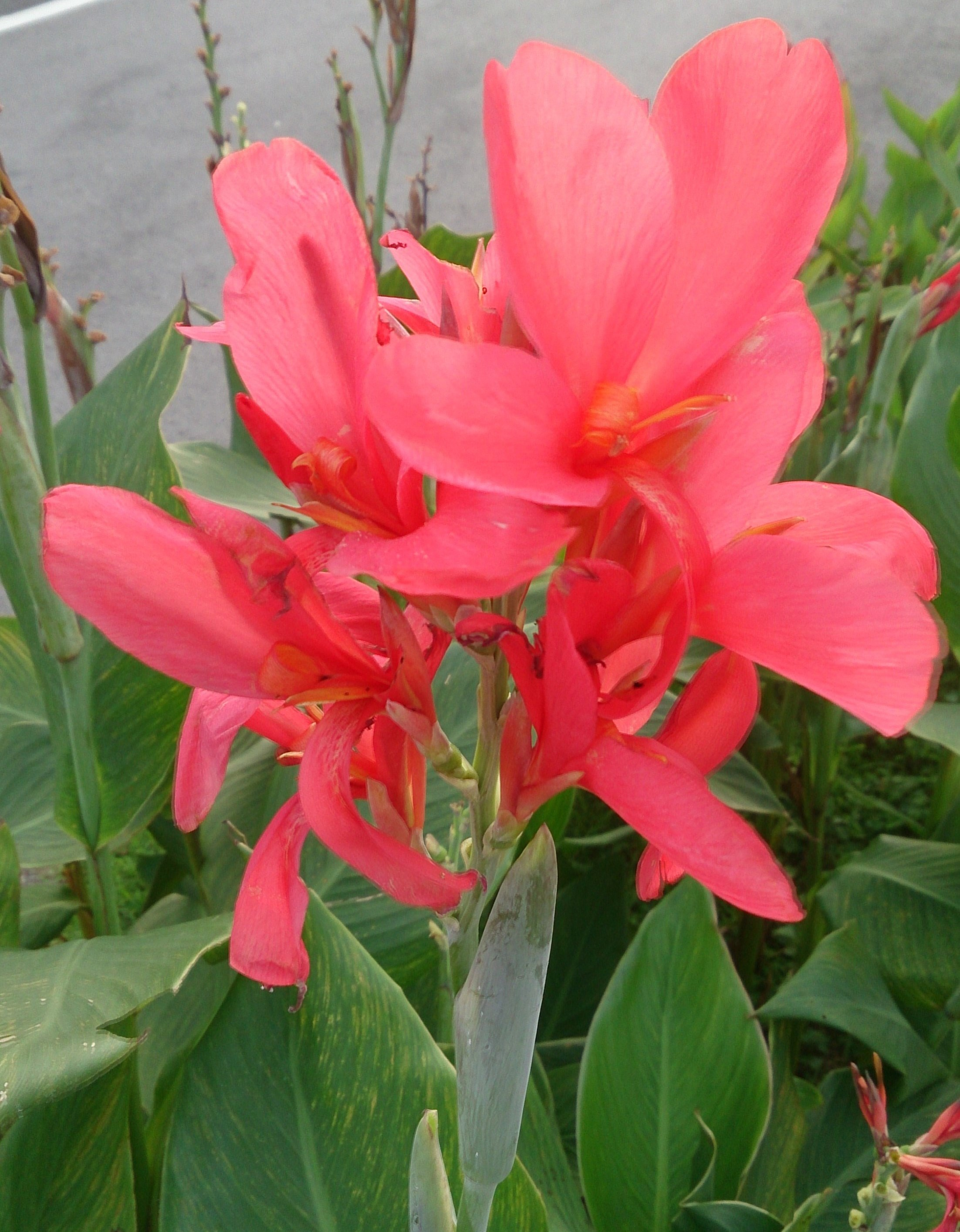
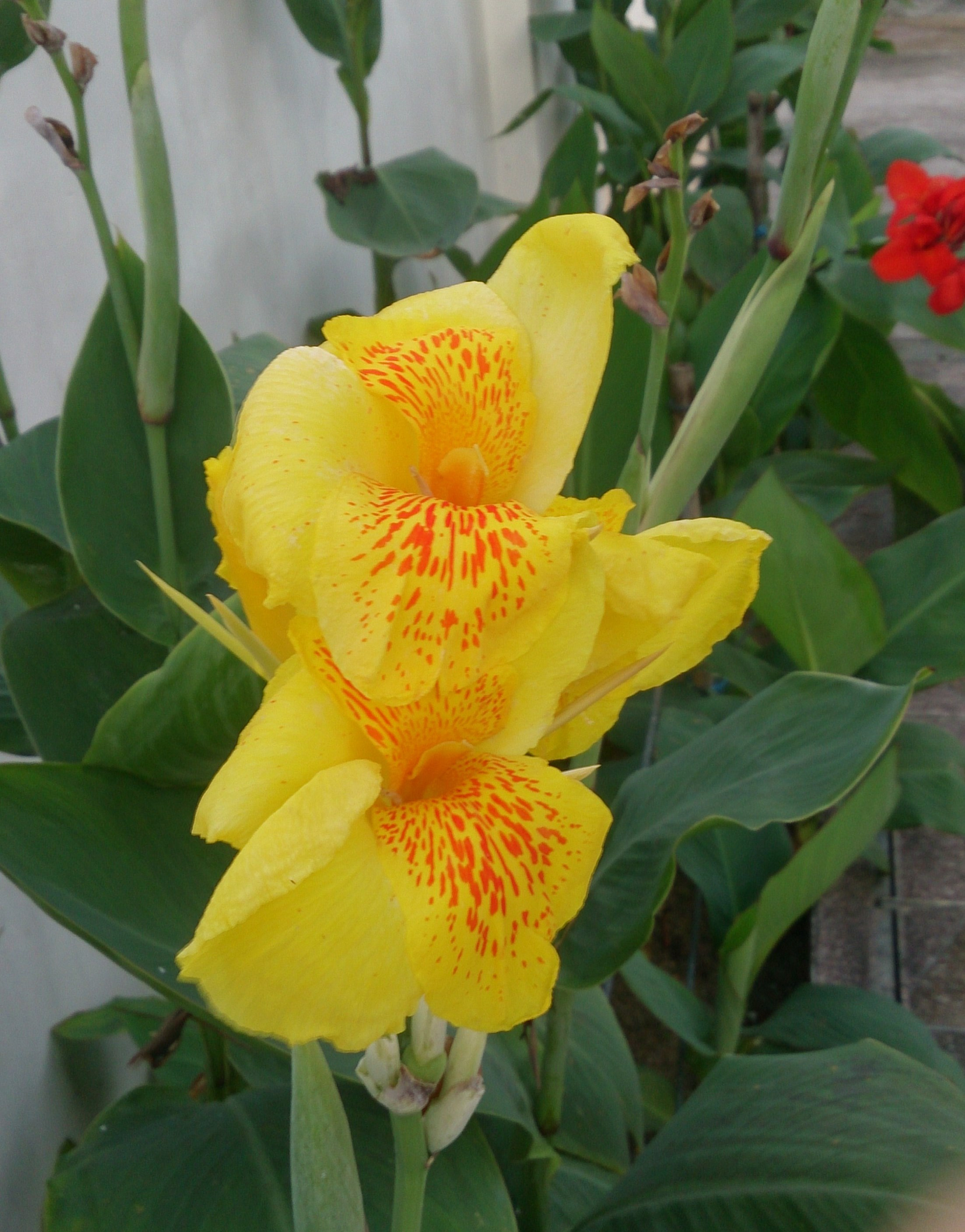